# Hanns Legath
Hanns-Elmar Legath, später Johann Leonhard Legath (* 14. März 1908 in Markt Schwaben, Bayern; † 13. März 1974 in Füssen) war ein deutscher Polizeibeamter und SS-Führer. Er war u. a. Leiter des nach ihm benannten "Wetterkommandos Legath", das während des Zweiten Weltkriegs für die Beseitigung der Spuren von Massenerschießungen in Osteuropa zuständig war.

## Leben und Tätigkeit
Legath trat zum 1. November 1935 der Schutzstaffel bei (SS-Nummer 280.487), zum 2. Juli 1938 wurde er zum SS-Untersturmführer befördert.
Im Juli 1939 wurde Legath als Kriminalkommissar ins Geheime Staatspolizeiamt in Berlin versetzt. Im Geschäftsverteilungsplan der Gestapo vom 1. Juli 1939 ist er als stellvertretender Leiter des Sachgebietes II A 3 (Beobachtung der Sowjetrussen und de russischen Emigration) im Referat II A (Kommunismus, Marxismus, Sowjetrussen, Staatsfeindliches Ausländertum) unter Erich Schröder in der Abteilung II (Innerpolitische Angelegenheiten) nachweisbar. Nach der Eingliederung des Geheimen Staatspolizeiamtes im September desselben Jahres wurde er Mitarbeiter dieser Behörde.
Ende 1939 war Legath an der Untersuchung des von Georg Elser begangenen Bürgerbräu-Attentates auf Adolf Hitler beteiligt.
Zum 1. Juli 1942 wurde Legath zum SS-Hauptsturmführer befördert. Zu dieser Zeit wurde er als Leiter zum Sonderkommando 1005 der SS versetzt. Dieses Kommando, das nach ihm „Wetterkommando Legath“ genannt wurde, war damit beauftragt, die Spuren der Massenerschießungen von Juden, die die SS seit 1939 im deutsch besetzten Polen durchgeführt hatte, zu beseitigen.
Hintergrund war, dass die politische Führung beschlossen hatte, zunächst notdürftig verscharrte Opfer von Massenerschießungen im Rahmen von Enterdungsaktionen bergen zu lassen, um die Körper auf eine Weise zu entsorgen, die keine Spuren hinterlassen würde. Zu diesem Zweck hatten die in den osteuropäischen Gebieten als Teil der Besatzungsverwaltung eingerichteten Stap(leit)stellen einzelne Kommandos zu bilden, die die Exhumierung und Beseitigung der Körper der Opfer von Erschießungsaktionen durchzuführen hatten. Im Bereich der Stapoleitstelle Posen wurde zur Durchführung der Bergungen und Entsorgungen der Erschießungsopfer für das Gebiet des Warthegaus das von Legath geleitete "Wetterkommando Legath" gebildet. Legaths Wetterkommando wurde schließlich im Mai 1944 vorzeitig aufgelöst, obwohl er nicht alle Massengräber in der Region, für dessen Bearbeitung es zuständig war, abgetragen hatte.
Nach dem Zweiten Weltkrieg führte Legath den Namen Johannes Legath und einen Doktorgrad. Wahrscheinlich verfasste er die tierärztliche Dissertation Beitrag zur Bausteinanalyse von Eiweißen in Futtermitteln Die papierchromatographische Bestimmung von Threonin in Futtermitteln nach Hydrolyse und adsorptiver Abtrennung von 1954.
Ein Anfang der 1960er Jahre von der Staatsanwaltschaft Deggendorf eingeleitetes Ermittlungsverfahren gegen Legath und die anderen Angehörigen seines Wetterkommandos wurde am 16. Juni 1961 "mangels Beweises" eingestellt. Grund hierfür war, dass den Männern eigenhändige Tötungshandlungen nicht mit letzter Gewissheit nachzuweisen waren.